# 南草山
南草山，是台灣新北市雙溪區牡丹里與貢寮區美豐里交界處的一座山峰，標高562公尺。該山西側為雙溪支流牡丹溪支流石笋溪的源流區，東側為石碇溪主流上游文秀坑溪。
南草山與北側的草山南峰共同形成一個火山體，火山學界稱此火山體為「雞母嶺」，其組成岩石主要為輝石角閃黑雲母石英安山岩與輝石黑雲母角閃石英安山岩，屬於基隆火山群。:154-156